# Toray Pan Pacific Open 2023 - Qualificazioni singolare
Le qualificazioni del singolare femminile del Toray Pan Pacific Open 2023 sono state un torneo di tennis preliminare per accedere alla fase finale della manifestazione svolte dal 22 al 23 settembre 2023. Le vincitrici dell'ultimo turno sono entrate di diritto nel tabellone principale. In caso di ritiro di una o più giocatrici aventi diritto a queste sono subentrati le lucky loser, ossia le giocatrici che hanno perso nell'ultimo turno ma che avevano una classifica più alta rispetto alle altre partecipanti che avevano comunque perso nel turno finale.

## Teste di serie
1. Ashlyn Krueger (spostata nel tabellone principale)
2. Mai Hontama (qualificata)
3. Harriet Dart (qualificata)
4. Himeno Sakatsume (ultimo turno, lucky loser)
5. Despoina Papamichaīl (qualificata)
6. Sakura Hosogi (ultimo turno, lucky loser)

1. Misaki Doi (qualificata)
2. Rina Saigo (qualificata)
3. Natsumi Kawaguchi (qualificata)
4. Yuki Naito (primo turno)
5. Ellen Perez (ultimo turno)
6. Sara Saito (ultimo turno)

## Qualificate
1. Misaki Doi
2. Mai Hontama
3. Harriet Dart

1. Natsumi Kawaguchi
2. Despoina Papamichaīl
3. Rina Saigo

### Lucky loser
1. Himeno Sakatsume

1. Sakura Hosogi

## Tabellone

### Legenda
| - Q = Qualificato - WC = Wild card - LL = Lucky loser | - ALT = Alternate - SE = Special Exempt - PR = Protected Ranking | - w/o = Walkover - r = Ritirato - d = Squalificato |

### Sezione 1
|  | Primo turno | Primo turno    | Primo turno    | Primo turno    | Primo turno    |  |  | Ultimo turno | Ultimo turno   | Ultimo turno   | Ultimo turno   | Ultimo turno |  |
|  |             |                |                |                |                |  |  |              |                |                |                |              |  |
|  | 1           | Ashlyn Krueger | Ashlyn Krueger | Ashlyn Krueger | Ashlyn Krueger |  |  |              |                |                |                |              |  |
|  |             | Bye            | Bye            | Bye            | Bye            |  |  | 1            | Ashlyn Krueger | Ashlyn Krueger | Ashlyn Krueger |              |  |
|  | WC          | Rinko Matsuda  | Rinko Matsuda  | 3              | 0              |  |  | 7            | Misaki Doi     | Misaki Doi     | Misaki Doi     | w/o          |  |
|  | 7           | Misaki Doi     | Misaki Doi     | 6              | 6              |  |  |              |                |                |                |              |  |

### Sezione 2
|  | Primo turno | Primo turno              | Primo turno              | Primo turno | Primo turno |  |  | Ultimo turno | Ultimo turno | Ultimo turno | Ultimo turno | Ultimo turno |  |
|  |             |                          |                          |             |             |  |  |              |              |              |              |              |  |
|  | 2           | Mai Hontama              | Mai Hontama              | 6           | 6           |  |  |              |              |              |              |              |  |
|  | WC          | Saki Imamura             | Saki Imamura             | 3           | 3           |  |  | 2            | Mai Hontama  | Mai Hontama  | 6            | 6            |  |
|  |             | Nicole Melichar-Martinez | Nicole Melichar-Martinez | 3           | 2           |  |  | 12           | Sara Saito   | Sara Saito   | 2            | 2            |  |
|  | 12          | Sara Saito               | Sara Saito               | 6           | 6           |  |  |              |              |              |              |              |  |

### Sezione 3
|  | Primo turno | Primo turno        | Primo turno | Primo turno | Primo turno |  |  | Ultimo turno | Ultimo turno       | Ultimo turno       | Ultimo turno | Ultimo turno |  |
|  |             |                    |             |             |             |  |  |              |                    |                    |              |              |  |
|  | 3           | Harriet Dart       | 4           | 6           | 6           |  |  |              |                    |                    |              |              |  |
|  | WC          | Sayaka Ishii       | 6           | 1           | 3           |  |  | 3            | Harriet Dart       | Harriet Dart       | 6            | 6            |  |
|  | WC          | Oksana Kalašnikova | 2           | 6           | 7           |  |  | WC           | Oksana Kalašnikova | Oksana Kalašnikova | 0            | 4            |  |
|  | 10          | Yuki Naito         | 6           | 3           | 64          |  |  |              |                    |                    |              |              |  |

### Sezione 4
|  | Primo turno | Primo turno       | Primo turno       | Primo turno | Primo turno |  |  | Ultimo turno | Ultimo turno      | Ultimo turno      | Ultimo turno | Ultimo turno |  |
|  |             |                   |                   |             |             |  |  |              |                   |                   |              |              |  |
|  | 4           | Himeno Sakatsume  | Himeno Sakatsume  | 6           | 6           |  |  |              |                   |                   |              |              |  |
|  |             | Nagi Hanatani     | Nagi Hanatani     | 2           | 0           |  |  | 4            | Himeno Sakatsume  | Himeno Sakatsume  | 62           | 4            |  |
|  | WC          | Bibiane Schoofs   | Bibiane Schoofs   | 4           | 3           |  |  | 9            | Natsumi Kawaguchi | Natsumi Kawaguchi | 7            | 6            |  |
|  | 9           | Natsumi Kawaguchi | Natsumi Kawaguchi | 6           | 6           |  |  |              |                   |                   |              |              |  |

### Sezione 5
|  | Primo turno | Primo turno          | Primo turno          | Primo turno | Primo turno |  |  | Ultimo turno | Ultimo turno         | Ultimo turno         | Ultimo turno | Ultimo turno |  |
|  |             |                      |                      |             |             |  |  |              |                      |                      |              |              |  |
|  | 5           | Despoina Papamichaīl | Despoina Papamichaīl | 6           | 6           |  |  |              |                      |                      |              |              |  |
|  | WC          | Lidzija Marozava     | Lidzija Marozava     | 1           | 1           |  |  | 5            | Despoina Papamichaīl | Despoina Papamichaīl | 6            | 6            |  |
|  |             | Ena Shibahara        | 6                    | 2           | 3           |  |  | 11           | Ellen Perez          | Ellen Perez          | 4            | 3            |  |
|  | 11          | Ellen Perez          | 3                    | 6           | 6           |  |  |              |                      |                      |              |              |  |

### Sezione 6
|  | Primo turno | Primo turno       | Primo turno       | Primo turno | Primo turno |  |  | Ultimo turno | Ultimo turno  | Ultimo turno  | Ultimo turno | Ultimo turno |  |
|  |             |                   |                   |             |             |  |  |              |               |               |              |              |  |
|  | 6           | Sakura Hosogi     | Sakura Hosogi     | 6           | 7           |  |  |              |               |               |              |              |  |
|  | WC          | Chihiro Muramatsu | Chihiro Muramatsu | 3           | 5           |  |  | 6            | Sakura Hosogi | Sakura Hosogi | 1            | 3            |  |
|  |             | Giuliana Olmos    | Giuliana Olmos    | 68          | 3           |  |  | 8            | Rina Saigo    | Rina Saigo    | 6            | 6            |  |
|  | 8           | Rina Saigo        | Rina Saigo        | 7           | 6           |  |  |              |               |               |              |              |  |